# Парк-пам'ятка «Санаторій Розділ»
Санато́рій Розді́л — парк-пам'ятка садово-паркового мистецтва місцевого значення в Україні. Розташований у селищі Розділ Миколаївського району Львівської області. 
Площа 6,6 га. Парк внесено до природно-заповідного фонду України Рішенням сесії Львівської обласної ради в СРСР у 1984 року, а підтверджено в Україні рішенням № 180 від 17 червня 1997 року.

## Історія

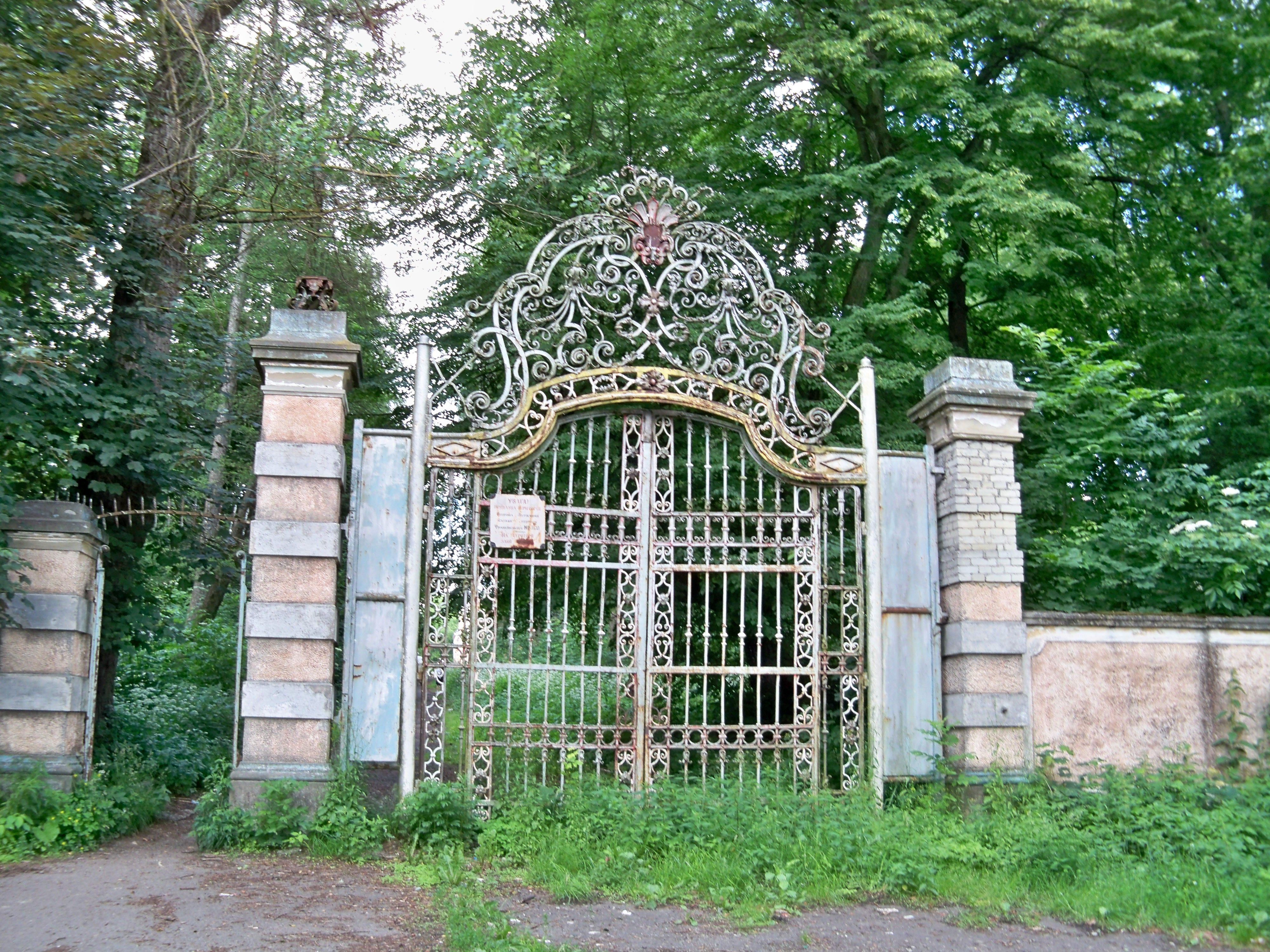
Брама до маєтку

Парк почали закладати на початку XVIII ст. в межах маєтку графів Лянцкоронських (див. Палац Жевуських-Лянцкоронських). Головний вхід до присадибного парку з боку селища охороняє стара брама. Після розвалу СРСР санаторій перейшов до «Укрпрофоздоровниця», яка у 2004 р. продала маєток ТОВ «Мережа відпочинку» за 467 тис. грн. У зв'язку з тим, що продаж було здійснено з порушенням чинного законодавства з охорони пам'яток культурної спадщини, у судовому порядку пам'ятку архітектури було повернуто до державної власності.

## Стан і догляд
Паркове насадження перебуває у задовільному стані. Доріжки чітко простежуються. Аварійних дерев та захаращення немає, однак окремі ділянки надмірно загущені в нижньому ярусі. На ділянці з перевагою тополі частина дерев суховерхі. Під час наукового обстеження паркової території загальну інвентаризацію дендрофлори не проводили, було досліджено великовікові особини деревних інтродуцентів, проведено їхню ботанічну ідентифікацію, вивчено стан та встановлено основні біометричні показники. 

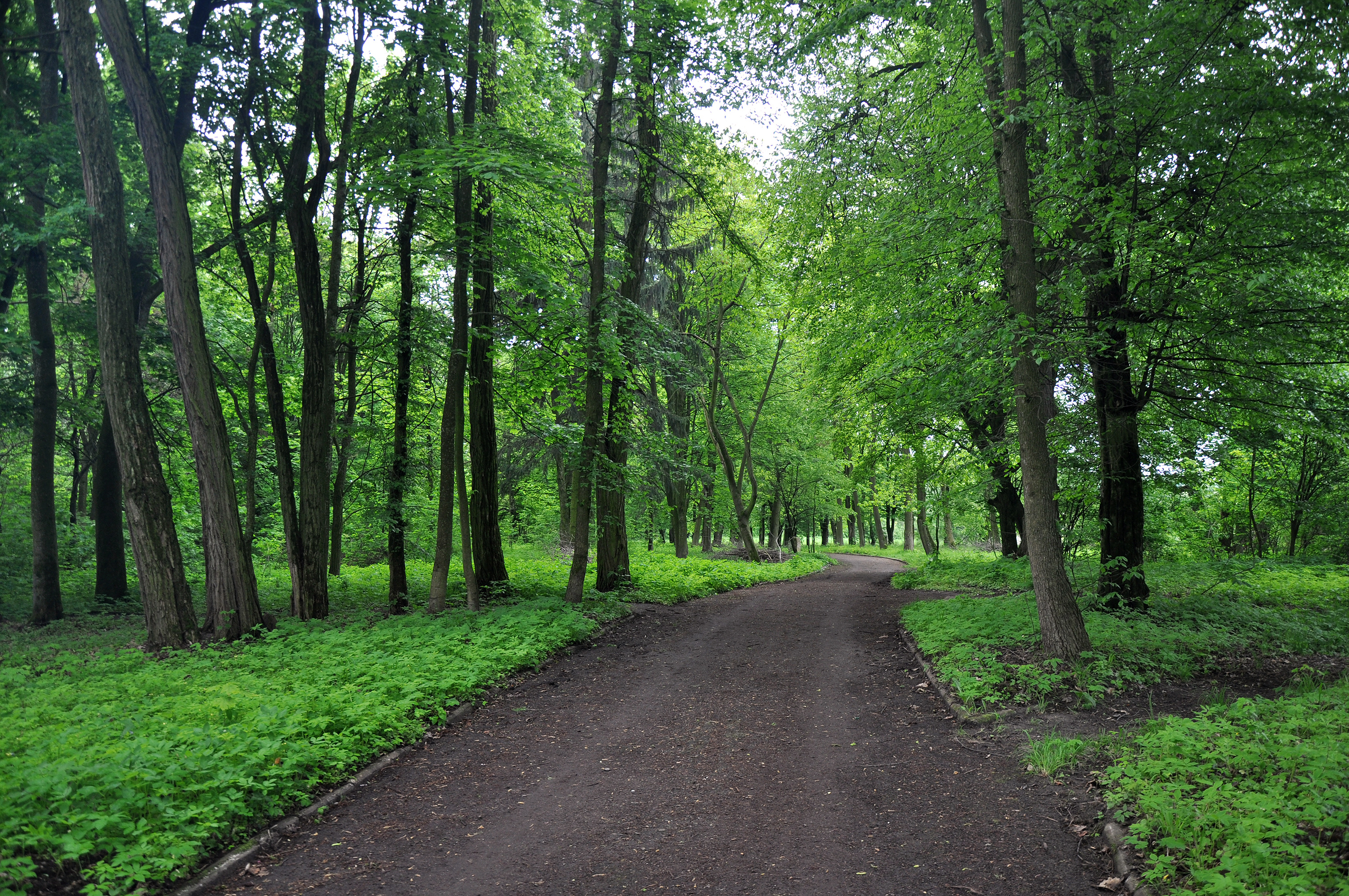
Доріжки парку

Окремі представники екзотичної дендрофлори збереглися в парку до наших днів. Виявлено дерева 11 рідкісних таксонів. Обстеження паркового насадження дало змогу зробити висновок, що
на місці сучасного парку раніше був природний грабово-дубовий ліс з домішкою береста та в'яза. Саме ці деревні породи трапляються в парку та на його околицях. Також збереглося великовікове дерево дуба звичайного майже 1,5-метрового діаметра. На сьогодні ця особина є найстаріша в парку. З інтродукованих дерев найстаріші представники голонасінних: гінкго дволопатеве, сосни Веймута та сосна чорна. Всі вони приблизно одного віку — 170-190 років (станом на 2009 р.). Зростає також екзот — катальпа. 
Станом на червень 2018 року парк перебував у вкрай занедбаному стані, однак станом на 2024 р. нові власники палацу проводять прорізку чагарників та освітлення парку. 
У червні 2024 року закордонні фахівці з догляду за старими насадженнями вперше провели комплексне дослідження вікових дерев парку-пам’ятки. 

## Видовий склад парку (2009)
| №  | Назва таксона                            | Вік, роки | Висота, м | Діаметр, см | Стан               |
| -- | ---------------------------------------- | --------- | --------- | ----------- | ------------------ |
| 1  | Ginkgo biloba L.                         | 190       | 29        | 112         | задовільний        |
| 2  | Pinus strobus L.                         | 170       | 23        | 132         | припинили ріст     |
| 3  | Pinus nigra L.                           | 170       | 25        | 132         | задовільний        |
| 4  | Quercus robur «Heterophylla»             | 150       | 29        | 84          | хороший            |
| 5  | Larix decidua Mill.                      | 130       | 32        | 64          | хороший            |
| 6  | Quercus imbricaria Michx.                | 90        | 22        | 56          | задовільний        |
| 7  | Robinia pseudoacacia «Bessoniana»        | 90        | 14        | 38          | задовільний        |
| 8  | Crataegus monogyna «Rubro-plena»         | 90        | 8         | 24          | пригнічена особина |
| 9  | Catalpa bignonioides Walt.               | 80        | 17        | 56          | притінена          |
| 10 | Styphnolobium japonicum (L.) Schott      | 80        | 22        | 56          | хороший            |
| 11 | Metasequoia glyptostroboides Hu et Cheng | 55        | 23        | 56          | хороший            |

## Галерея

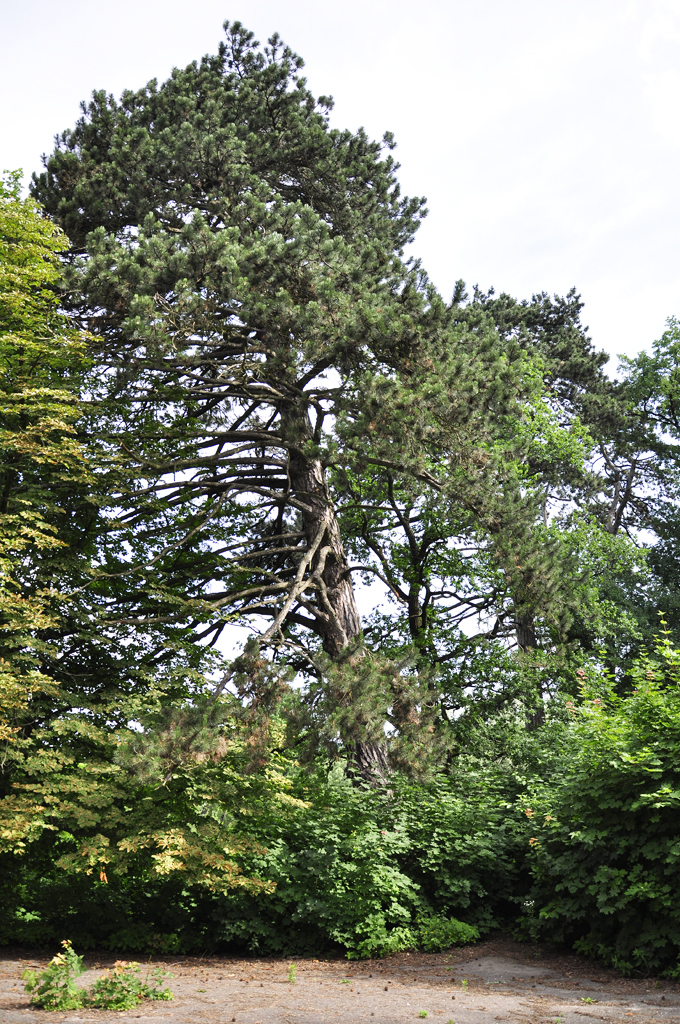
Сосна чорна
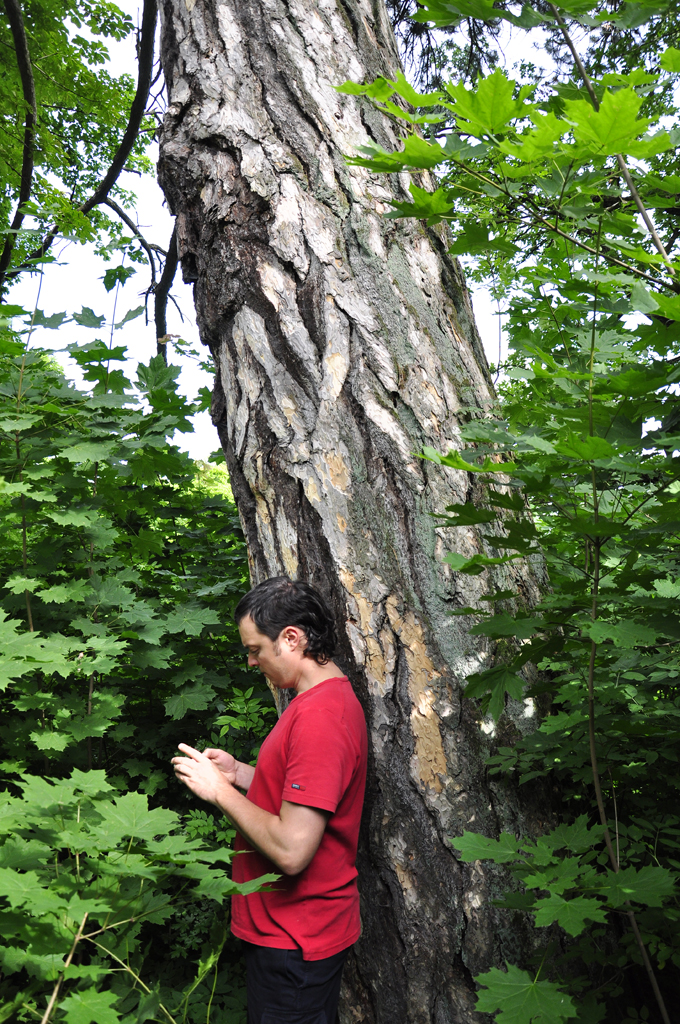
Товщина стовбура сосни чорної в порівнянні з людиною. Довжина кола перерізу 250 см, діаметр 80 см (2013 р.)
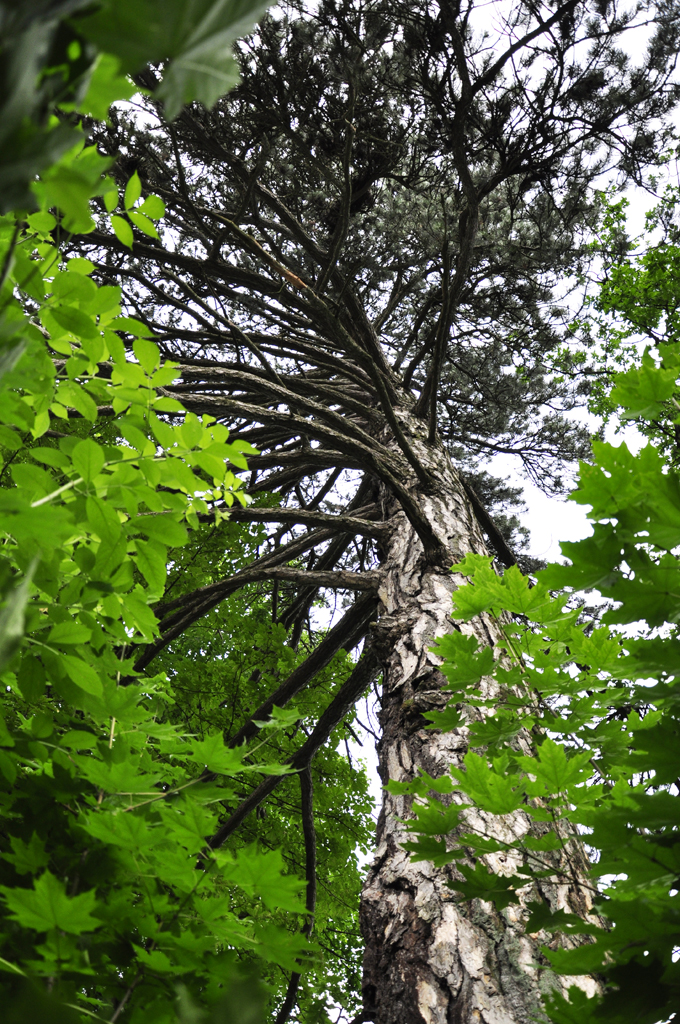
Крона сосни чорної
Сосна Веймута
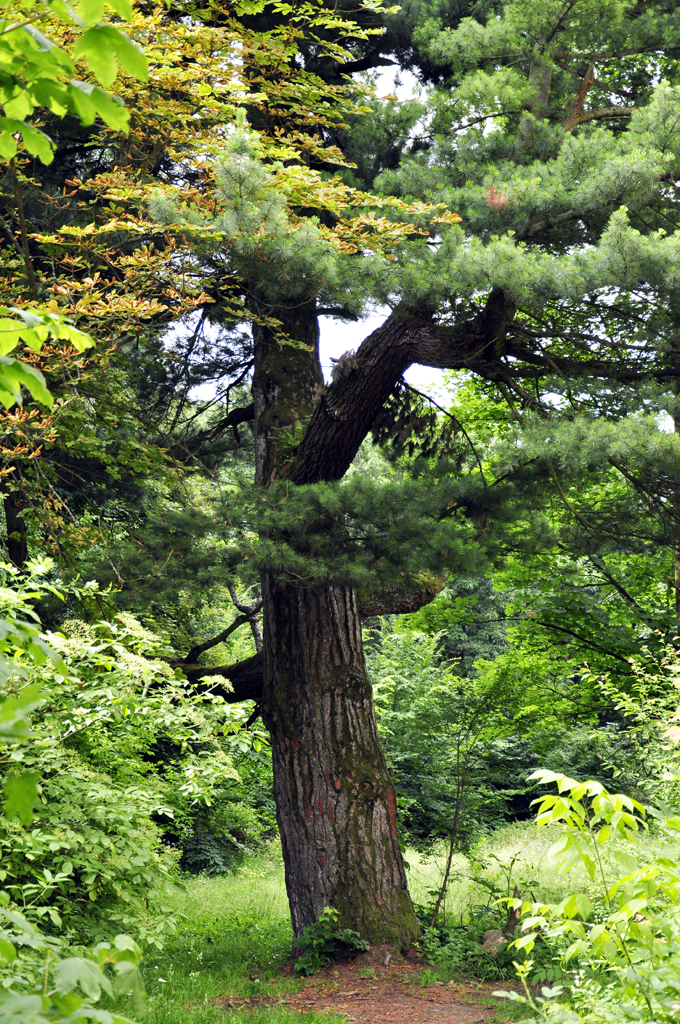
Стовбур сосни Веймутової (довжина кола перерізу 270 см, діаметр 86 см, 2013 р.)
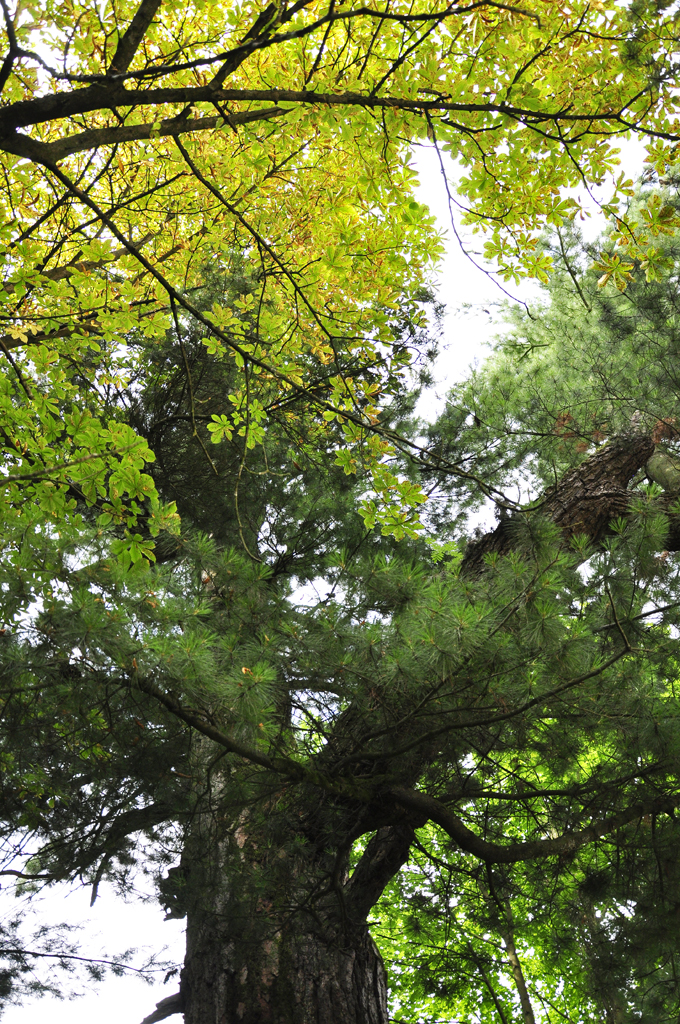
Крона сосни Веймутової
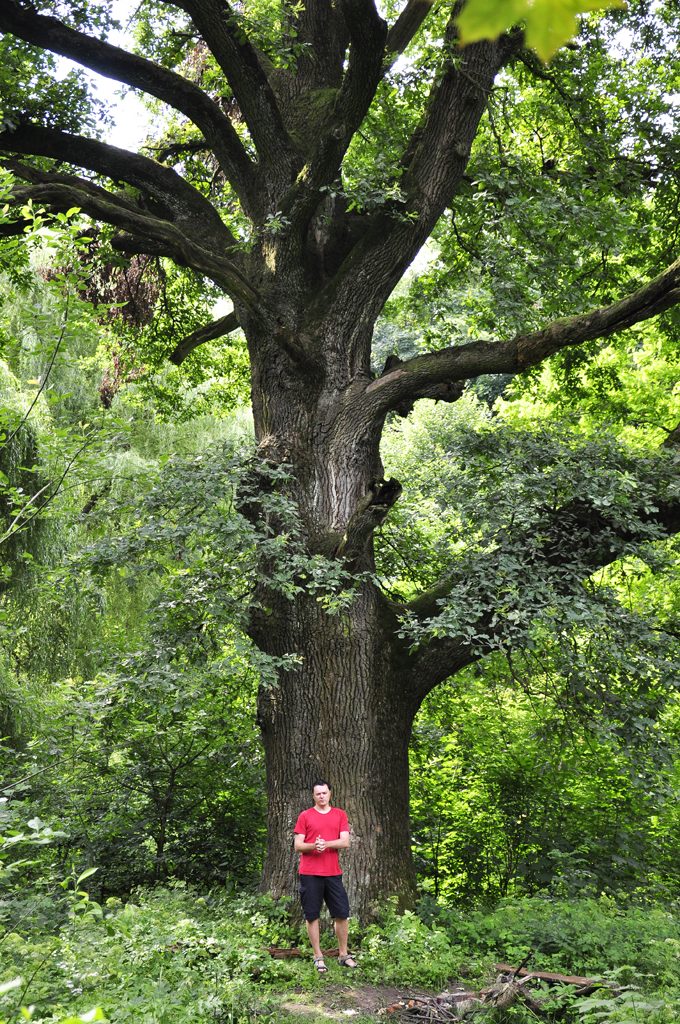
Дуб порівняно з людиною. Довжина кола перерізу 520 см, діаметр 165 см (2013 р.)
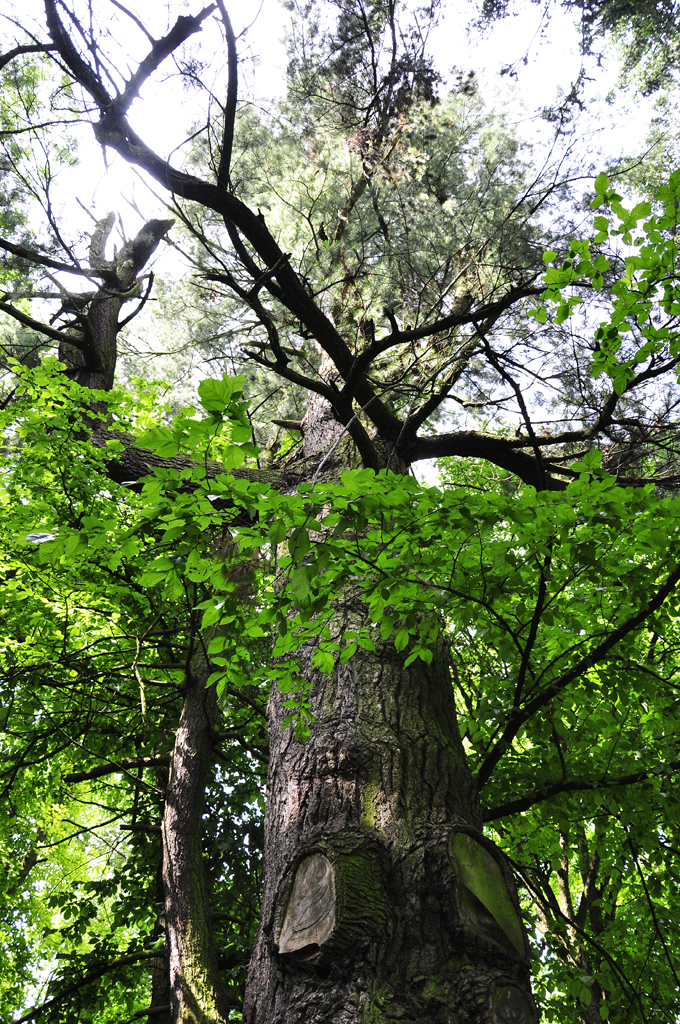
Сосна Веймута (лійкоподібна)
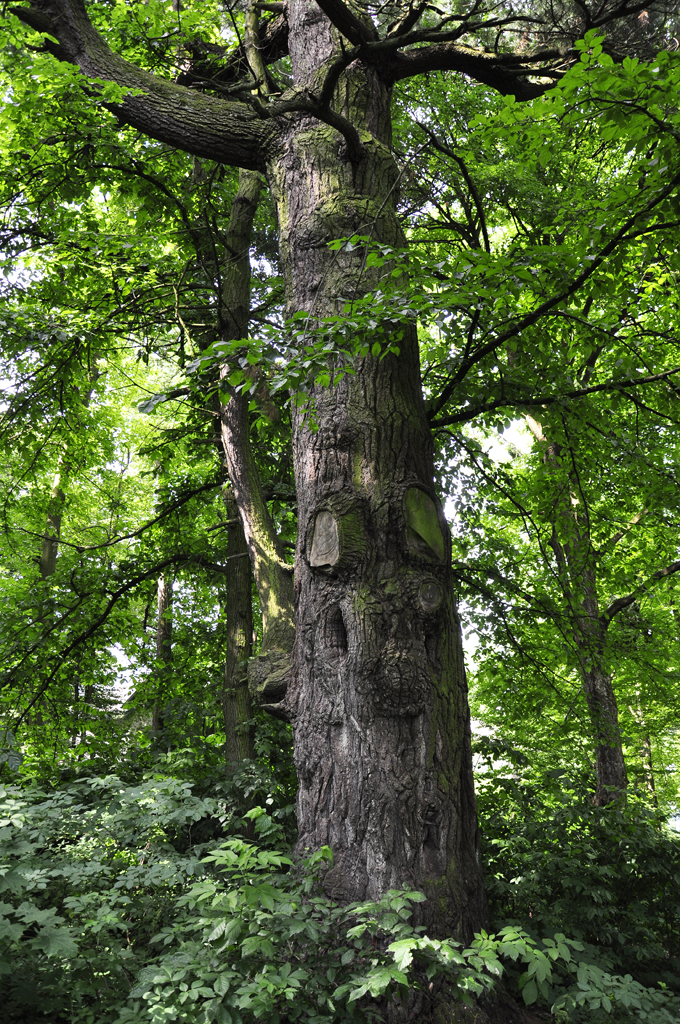
Стовбур лійкоподібної сосни Веймута
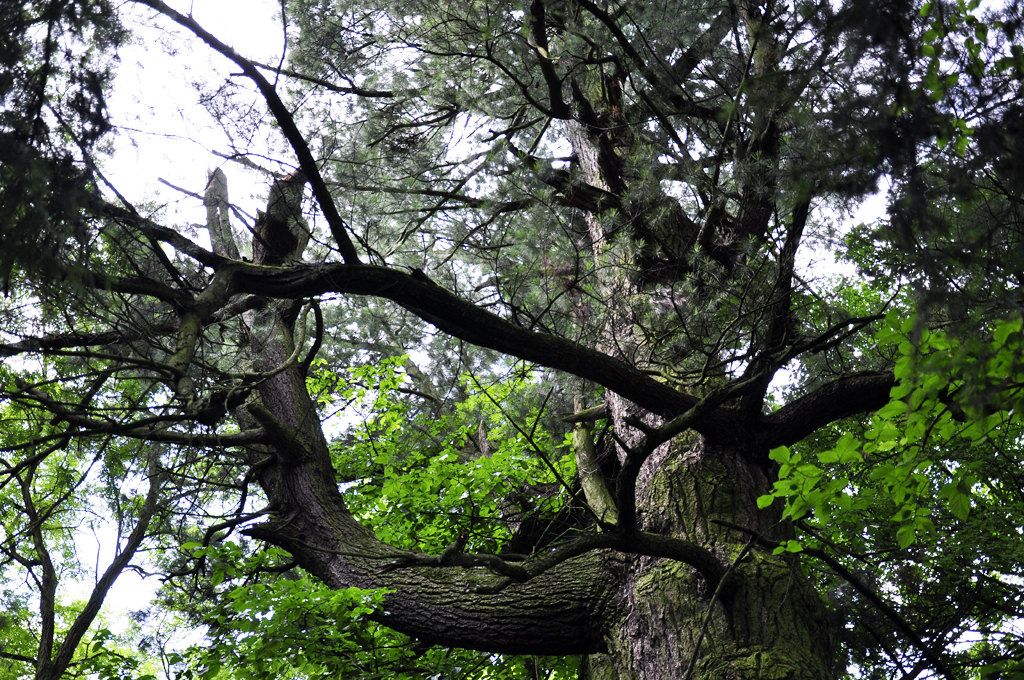
Верхня частина крони «лійки»
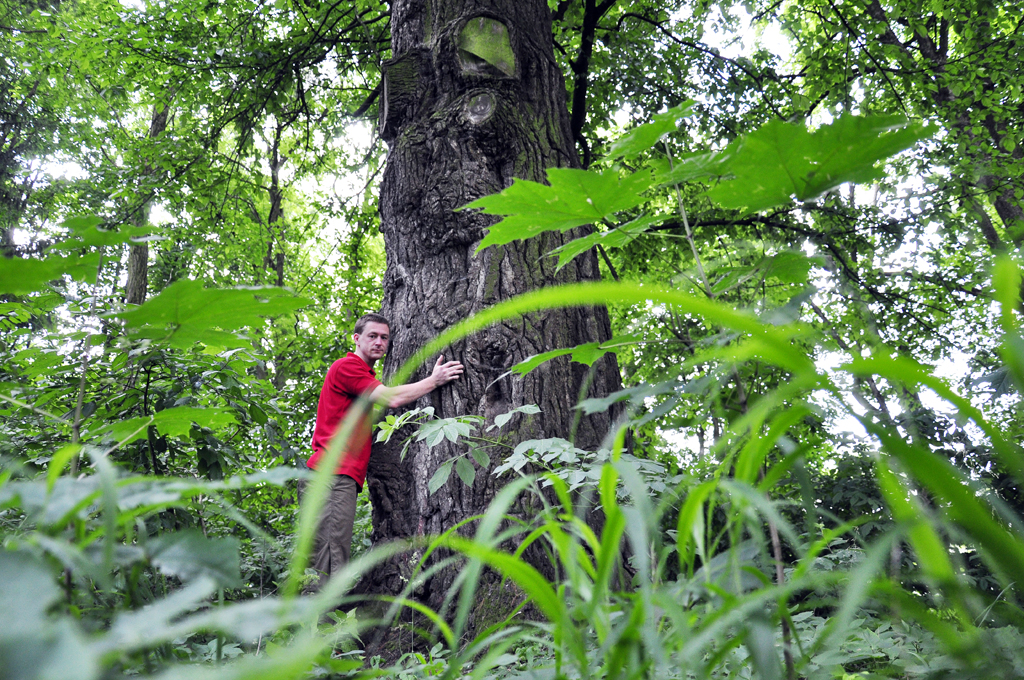
«Лійка» сосни Веймута на тлі людини. Довжина кола перерізу 400 см, діаметр 127 см (2013 р.)
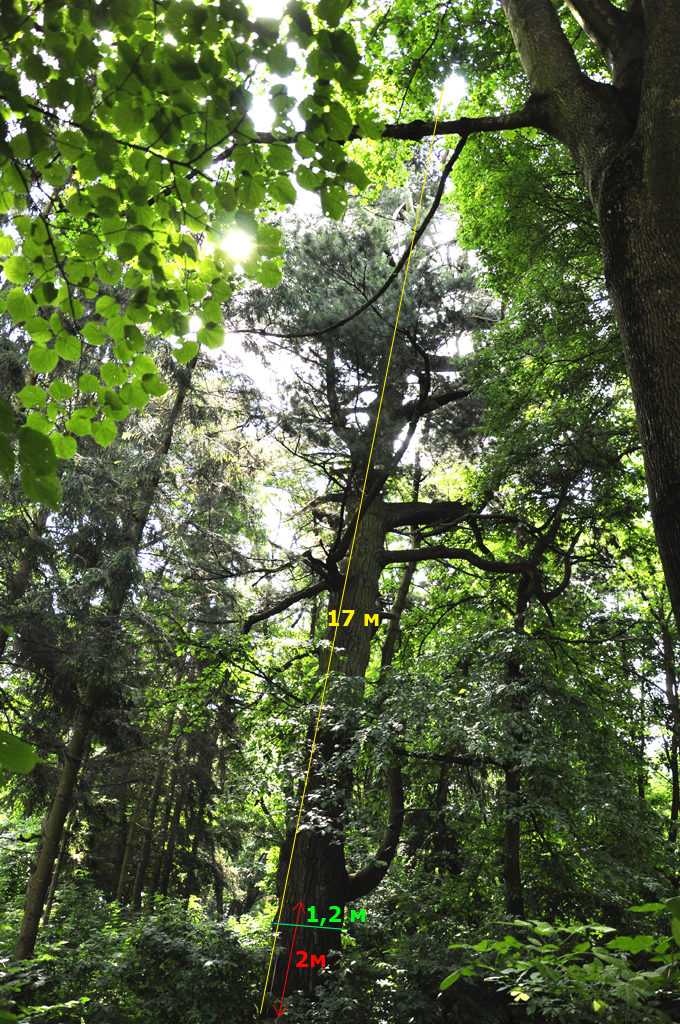
«Лійка» сосни Веймута у повну висоту
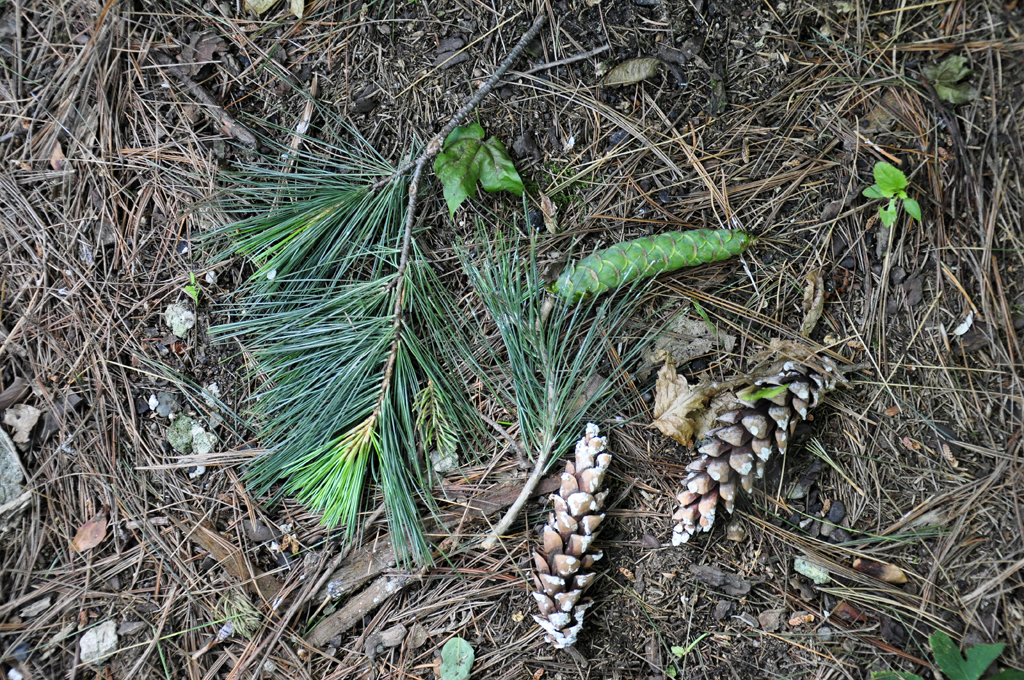
Гілка та шишки сосни Веймута
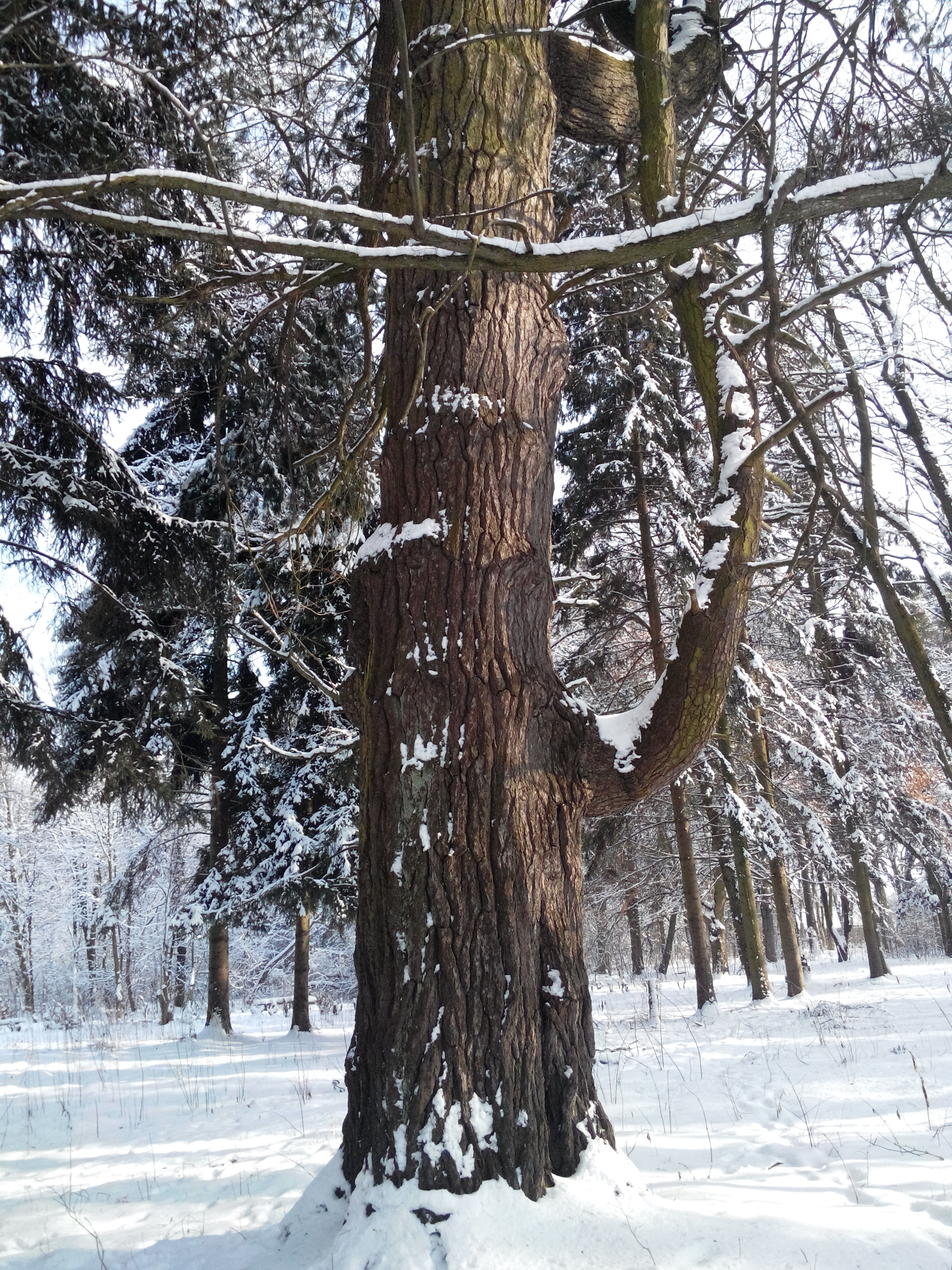
«Лійка» взимку
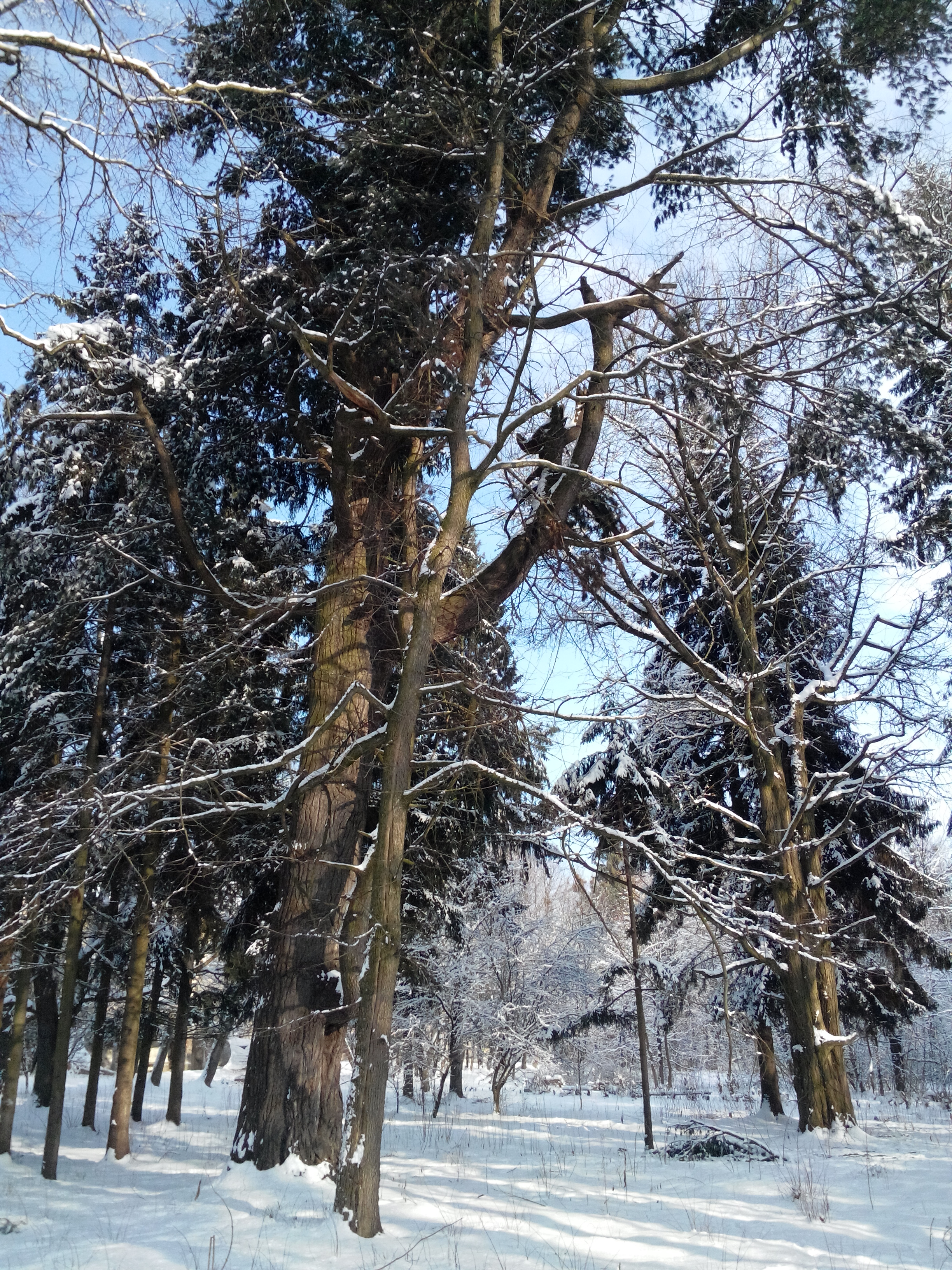
Сосна Веймута лійкоподібна взимку збоку
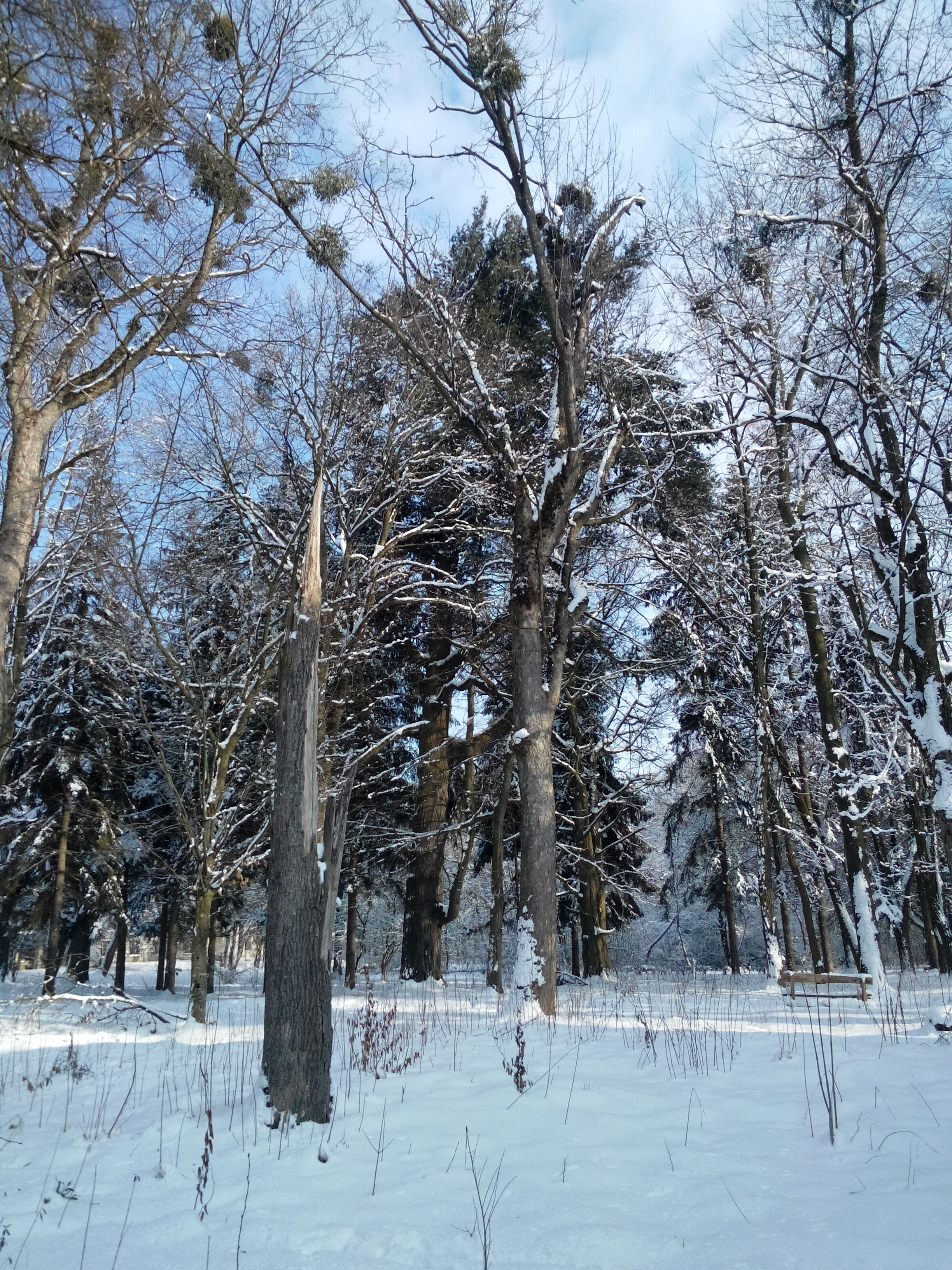
Сосна Веймута лійкоподібна на повну висоту
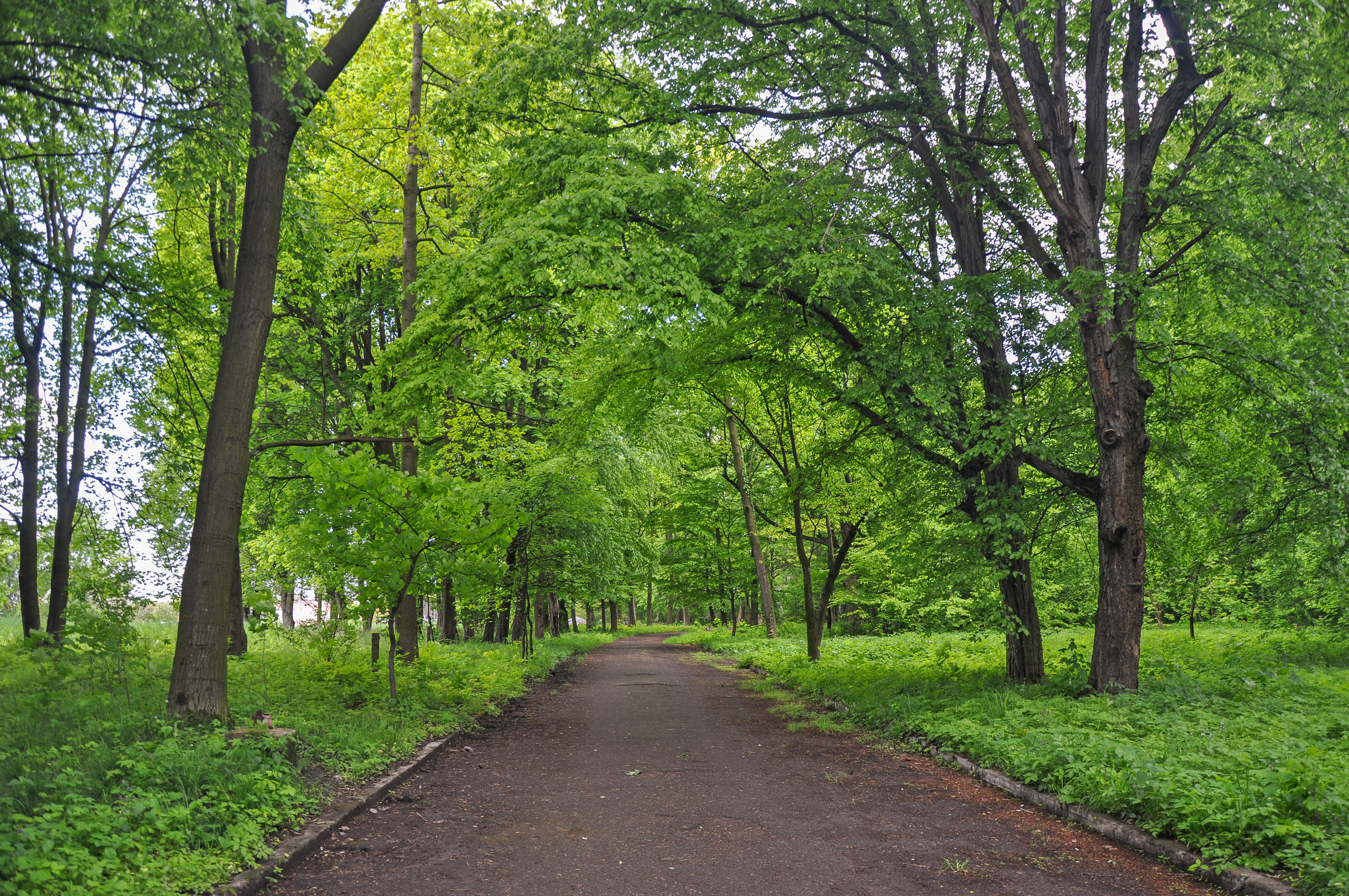
Паркова алея
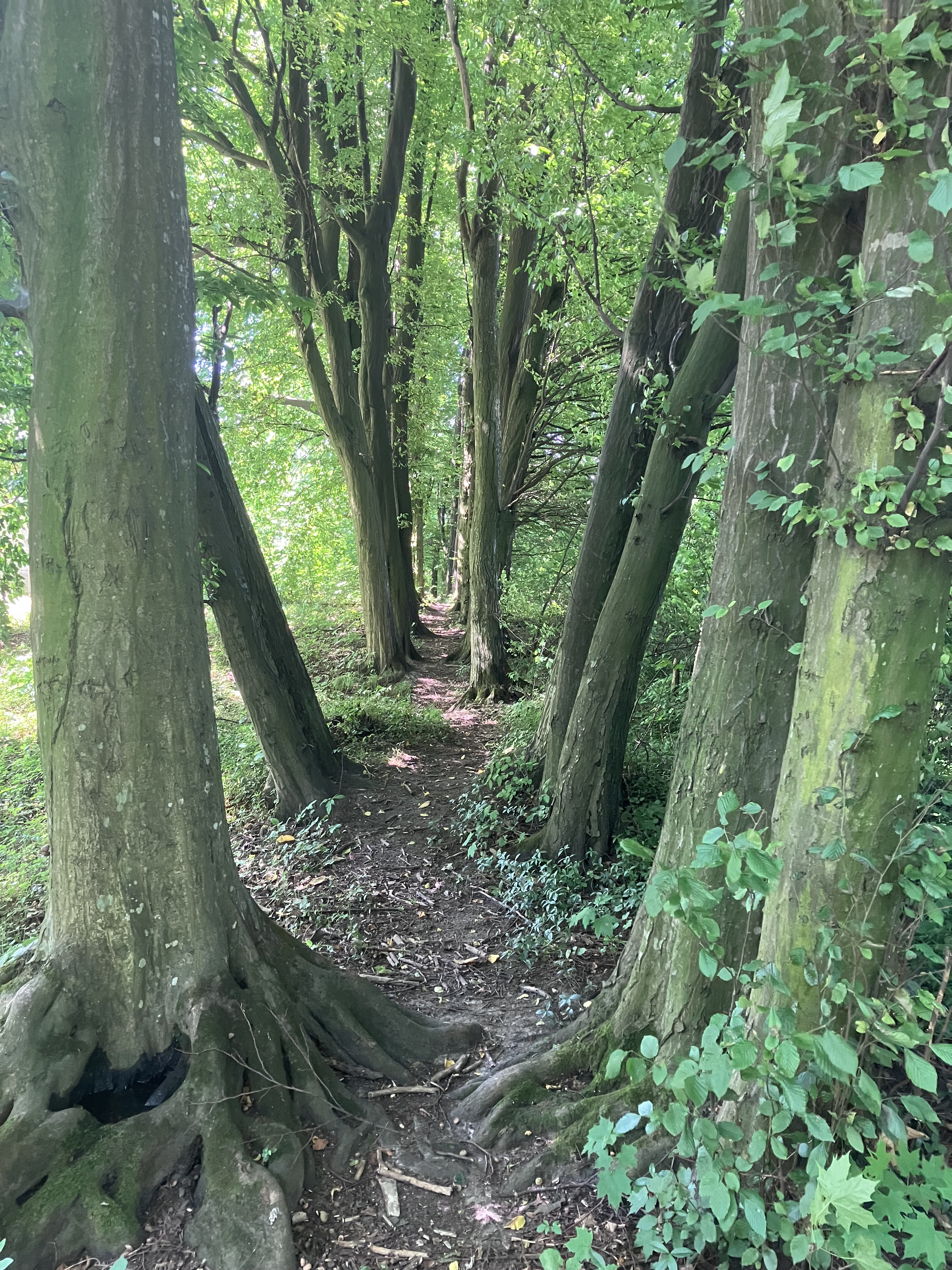
Грабова алея
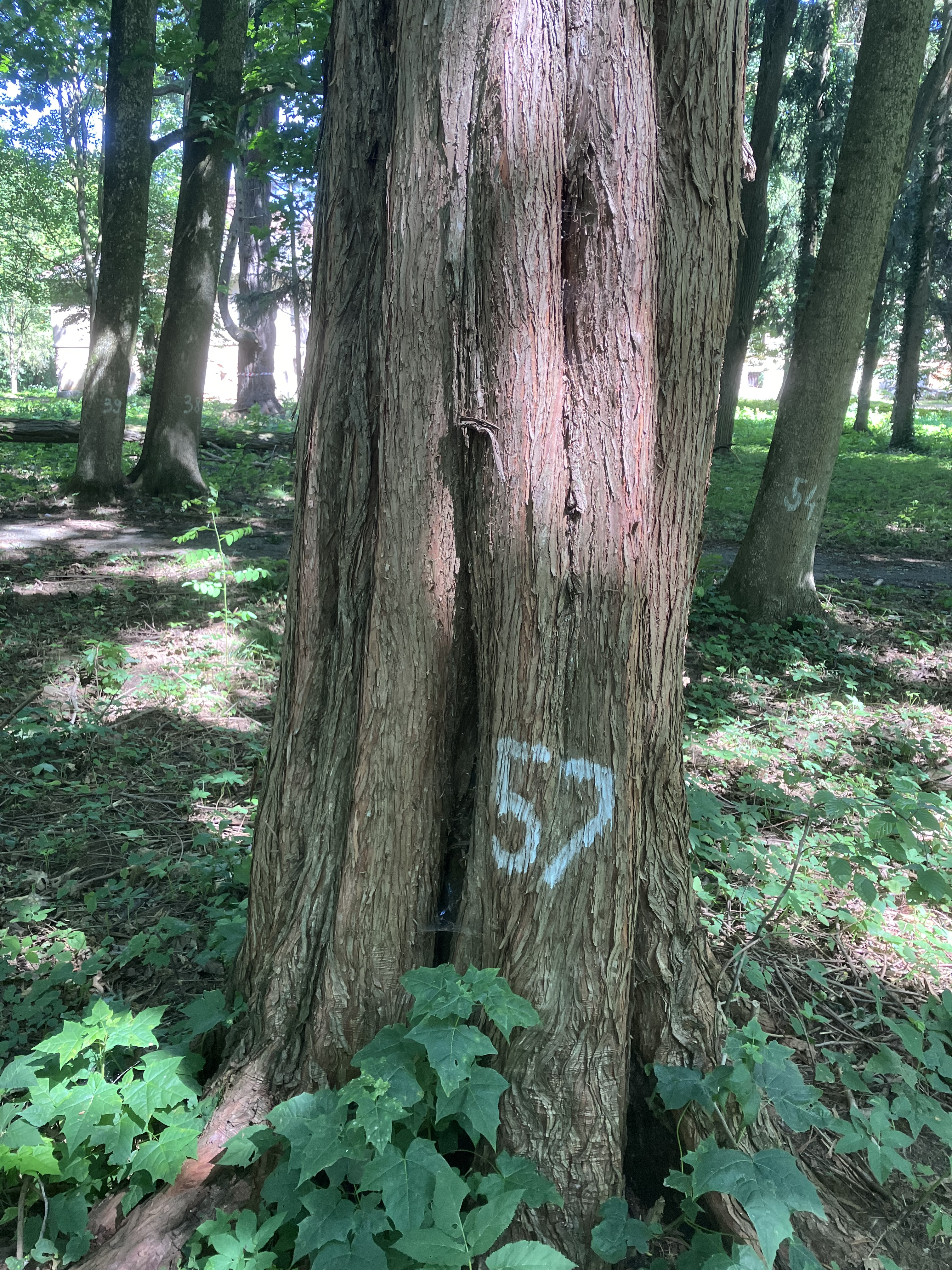
Метасеквоя
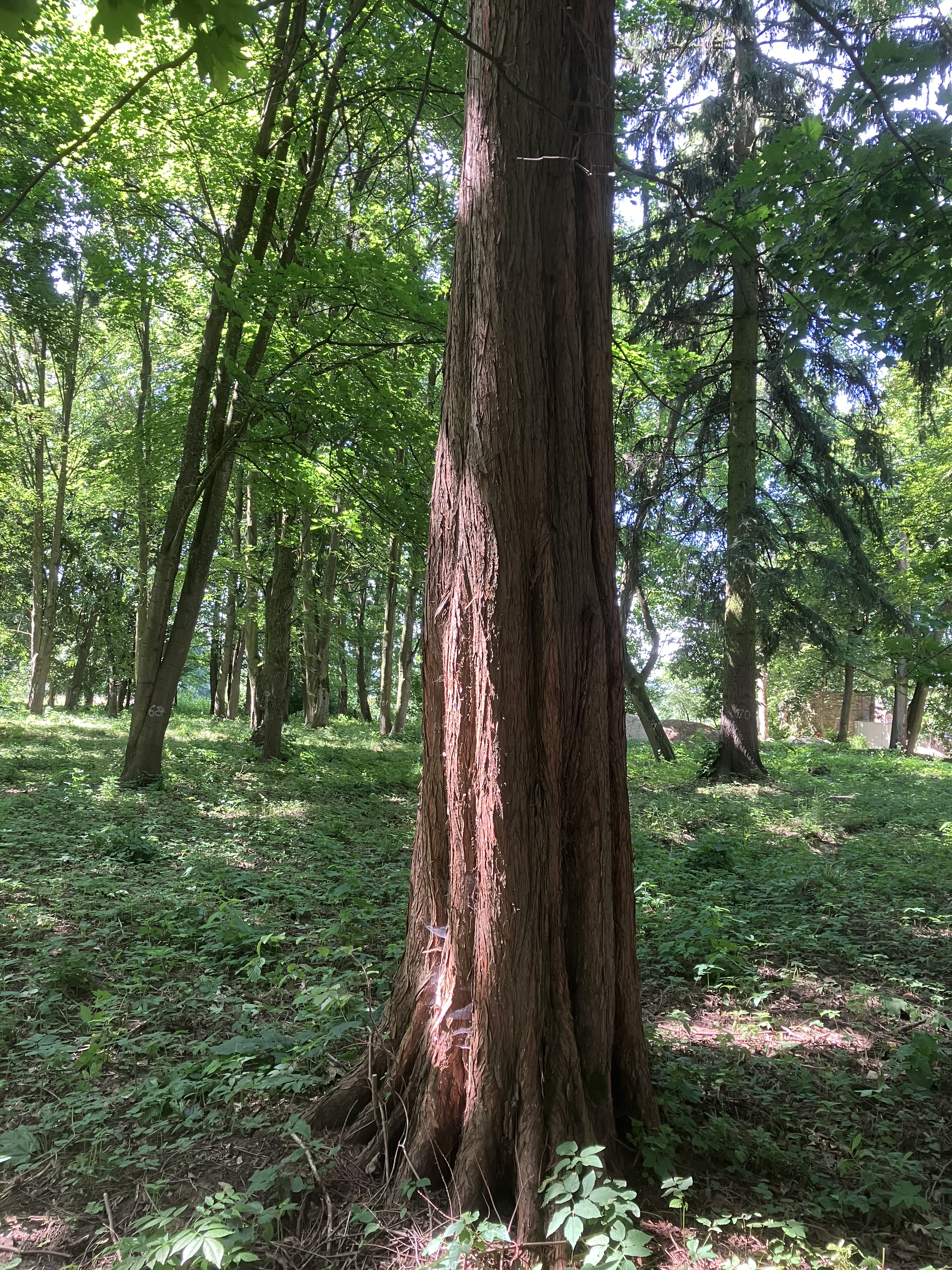
Метасеквоя
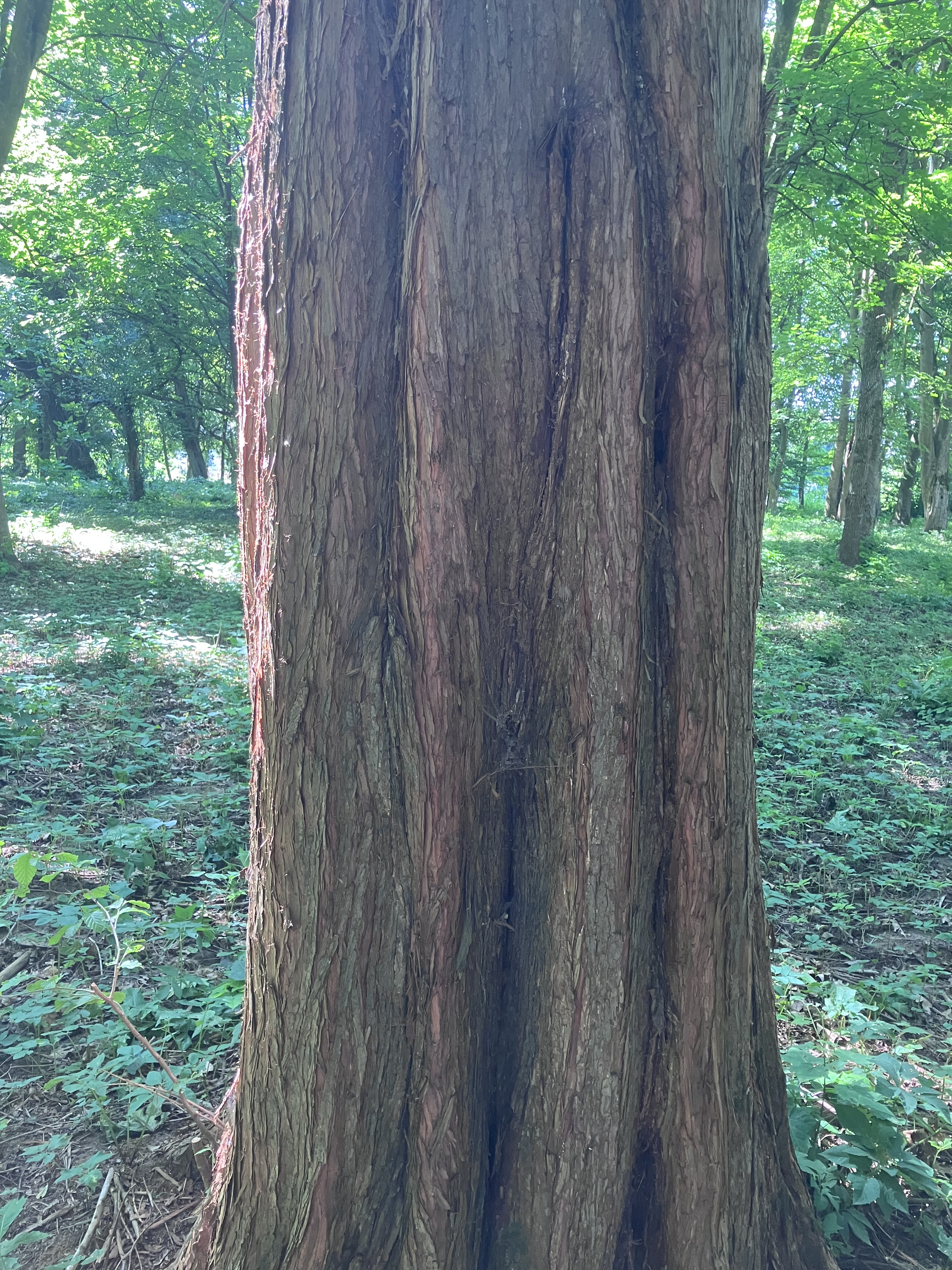
Метасеквоя Розділ
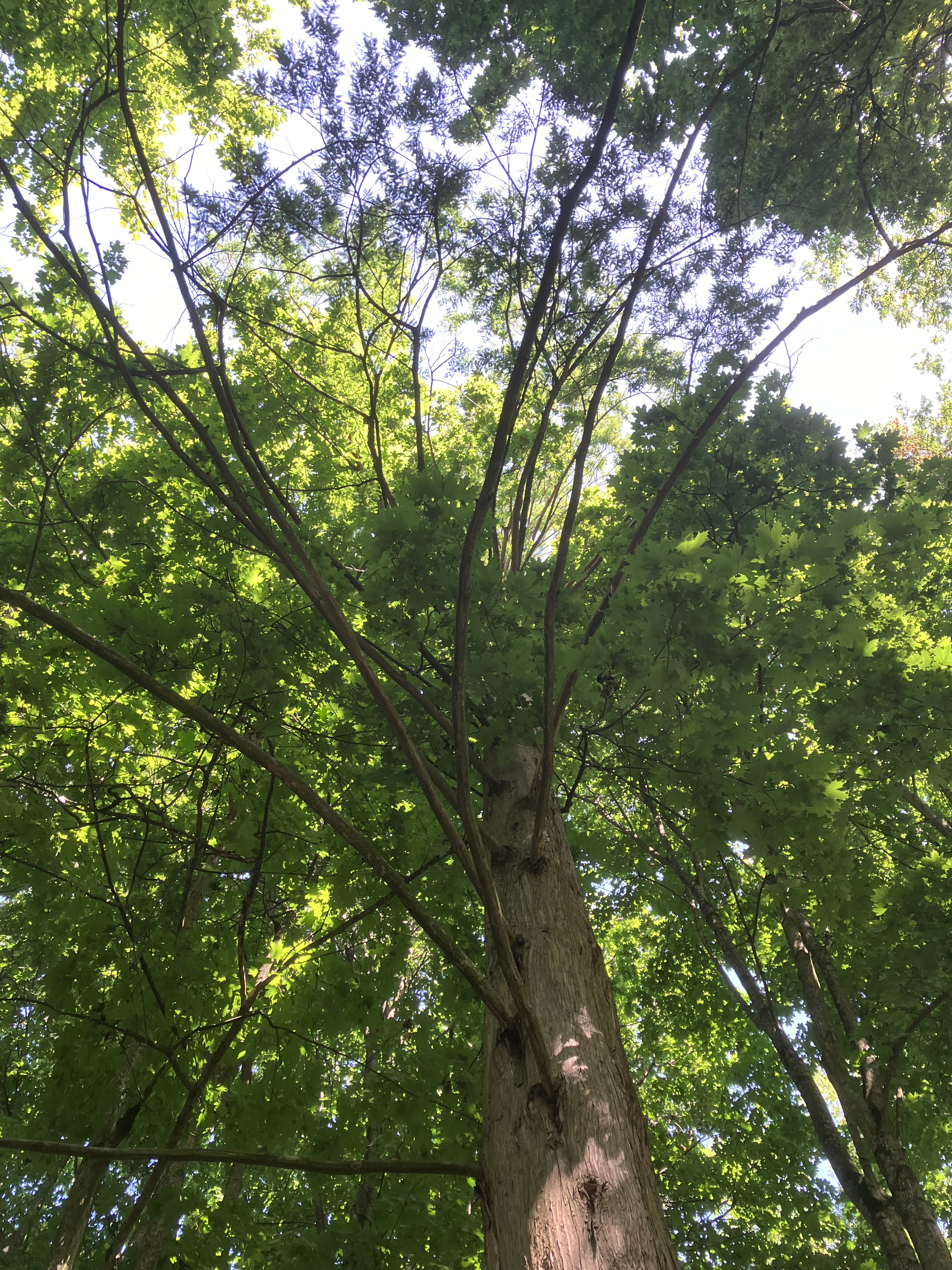
Крона метасеквої